# Newell's Old Boys
Club Atlético Newell's Old Boys este un club de fotbal argentinian cu sediul în Rosario, Argentina fondat pe 3 noiembrie 1903. Clubul este numit după Isaac Newell, un pionier al fotbalului argentinian. Echipa susține meciurile de acasă pe Estadio Marcelo Bielsacu un stadion cu o capacitate de 38.095 de locuri. Echipa de juniori a clubului a format jucători care au reprezentat Argentina la Cupe Mondiale. Printre aceștia se numără: Gabriel Batistuta, Américo Gallego, Jorge Valdano, Roberto Sensini, Mauricio Pocchettino și Maxi Rodríguez, dar de departe, cei mai celebri dintre ei sunt Lionel Messi și Diego Maradona.